# Переломник Козо-Полянського
Переломник Козо-Полянського (Androsace koso-poljanskii Ovcz.) — один з рідкісних зникаючих видів роду переломник.
Переломник Козо-Полянського — представник гісопової флори, тісно пов'язаної з крейдяними відслоненнями Білогір'я, тобто південних відрогів Середньої височини.

## Загальна біоморфологічна характеристика

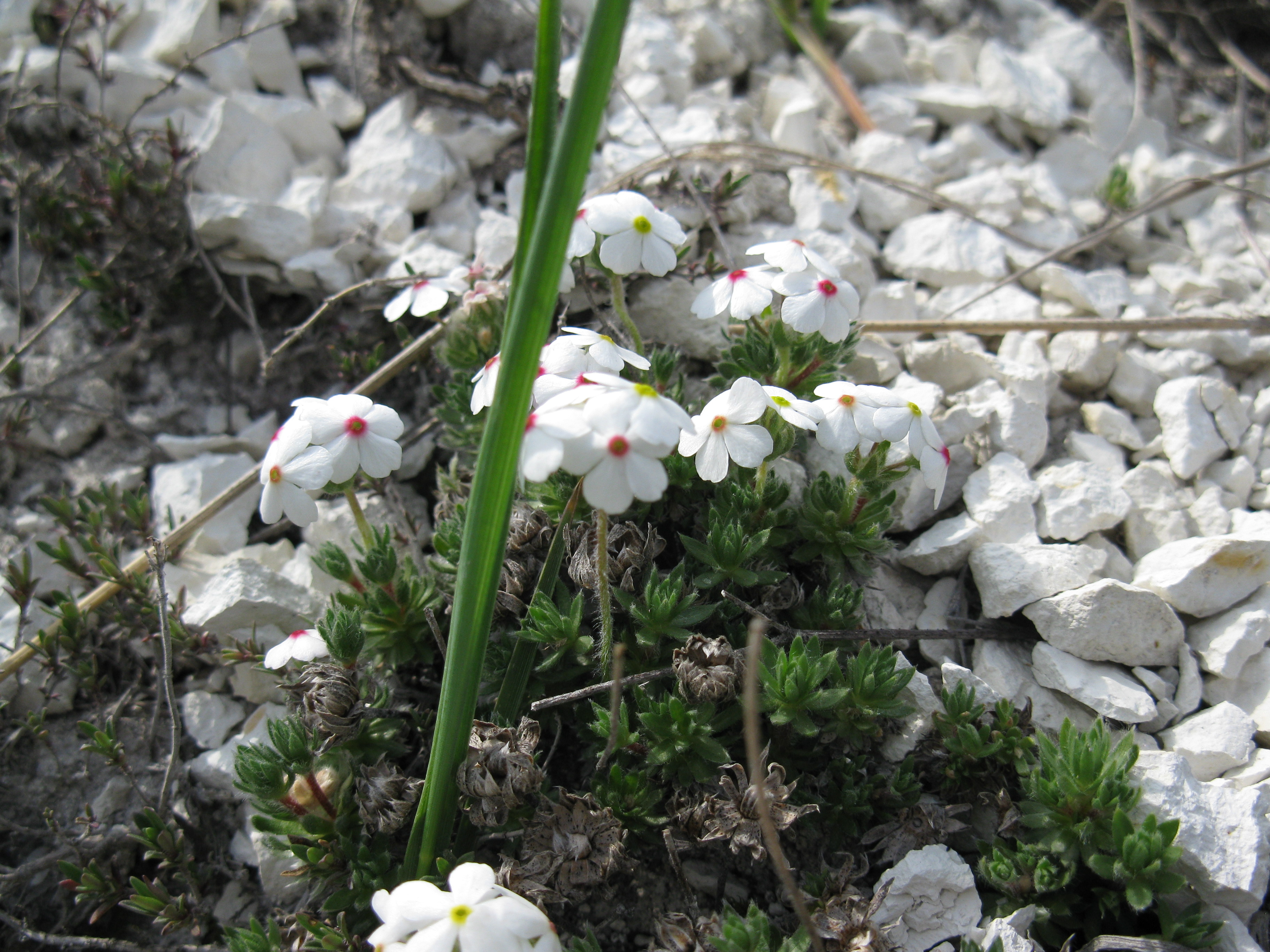
Переломник Козо-Полянського на крейдових висипах

Життєва форма — хамефіт. Приземиста трав'яниста багаторічна рослина 3—10 см заввишки, шорстко-волохата від довгих білуватих членистих волосків. Кореневище утворює великі пухкі дернини з численними ниткоподібними розгалуженими, повзучими по землі пагонами, на кінці яких розташовані листкові розетки, частина з яких неплідна. Листки видовжені або лінійно-ланцетні, сидячі, дрібні (3—10 мм завдовжки, 1-2 мм завширшки), цілокраї, по краю війчасті, з випнутою знизу середньою жилкою. Квітки у нього білі або рожевуваті; 6—8 мм діаметром, зібрані у 2—7 квіткові зонтики. Чашечка дзвіноподібна, наполовину надрізана на яйцеподібно-ланцетні лопаті. Плід — овальна коробочка. Цвітіння відбувається у травні-червні. Плодоносить у червні-липні. Розмножується насінням і вегетативно.

## Поширення
Ендемічний реліктовий вид басейну річки Дон. В Україні трапляється зрідка в лісостепових районах Харківської області у басейнах річок Вовчої та Осколу — приток Сіверського Дінця.

## Екологія
Зростає він на крейдяних відслоненнях і степових схилах у складі петрофітно-степових угруповань. Надає перевагу ділянкам із задернованим або незруйнованим ґрунтовим покривом, але не витримує конкуренції при масовому розвитку короткокореневищних видів. Ксерофіт. Облігатний кальцефіл.

## Еволюційні взаємини
Androsace koso-poljanskii входить до надвиду Androsace villosa разом з кримським аловидом переломником кримським (Androsace taurica). Відрізняється від кримських рослин щільнішими багатолистими розетками, дещо тупуватим, менш опушеним і жорсткуватим листям із середньою жилкою знизу, що видається, стрілками шерстисто-волосисті з довгими білуватими волосками, що майже спадають (у переломника кримського волоски віддалені, блискуче білі).

## Екологічні взаємини
Переломник Androsace koso-poljanskii є кормовою рослиною для синявця піренейського (Agriades pyrenaicus (Boisduval, 1840), Червона книга України). Літ імаго цього синявця збігається з періодом цвітіння переломника козо-полянського.

## Чисельність
Популяції локальні, нечисленні, неповночленні, кількість їх різко скоротилася, оскільки порушилися природні біотопи. Сталося це внаслідок господарського освоєння територій, добування крейди. Великої шкоди рослині завдає також надмірний випас і витоптування її худобою.

## Охоронні заходи
Занесений до Європейського червоного списку (віднесений до категорії «Рідкісні»).
Був занесений до «Червоної книги СРСР».
Внесений до Червоної книги Росії. Також занесений до регіональних Червоних книг Бєлгородської, Воронезької, Курської областей.
Внесений до Червоної книги України (2009). Природоохоронний статус — «Зникаючий».
Охороняється в ботанічному заказнику загальнодержавного значення «Вовчанський» та заказнику місцевого значення «Червоний» (Харківська область).
Рекомендоване утворення заказників в усіх місцях зростання виду та контроль за станом популяцій. Забороняється організація кар'єрів з видобування крейди, надмірний випас худоби, заліснення схилів.
Вирощують у Національному ботанічному саду імені М. М. Гришка НАН України, Ботанічному саду імені О. В. Фоміна Київського національного університету імені Тараса Шевченка, ботанічному саду Харківського національного університету імені В. Н. Каразіна.

## Систематика
В деяких джерелах описується як підвид переломника волохатого (Androsace villosa subsp. koso-poljanskii (Ovcz.) Fed.).